# Anselm von Nonantola

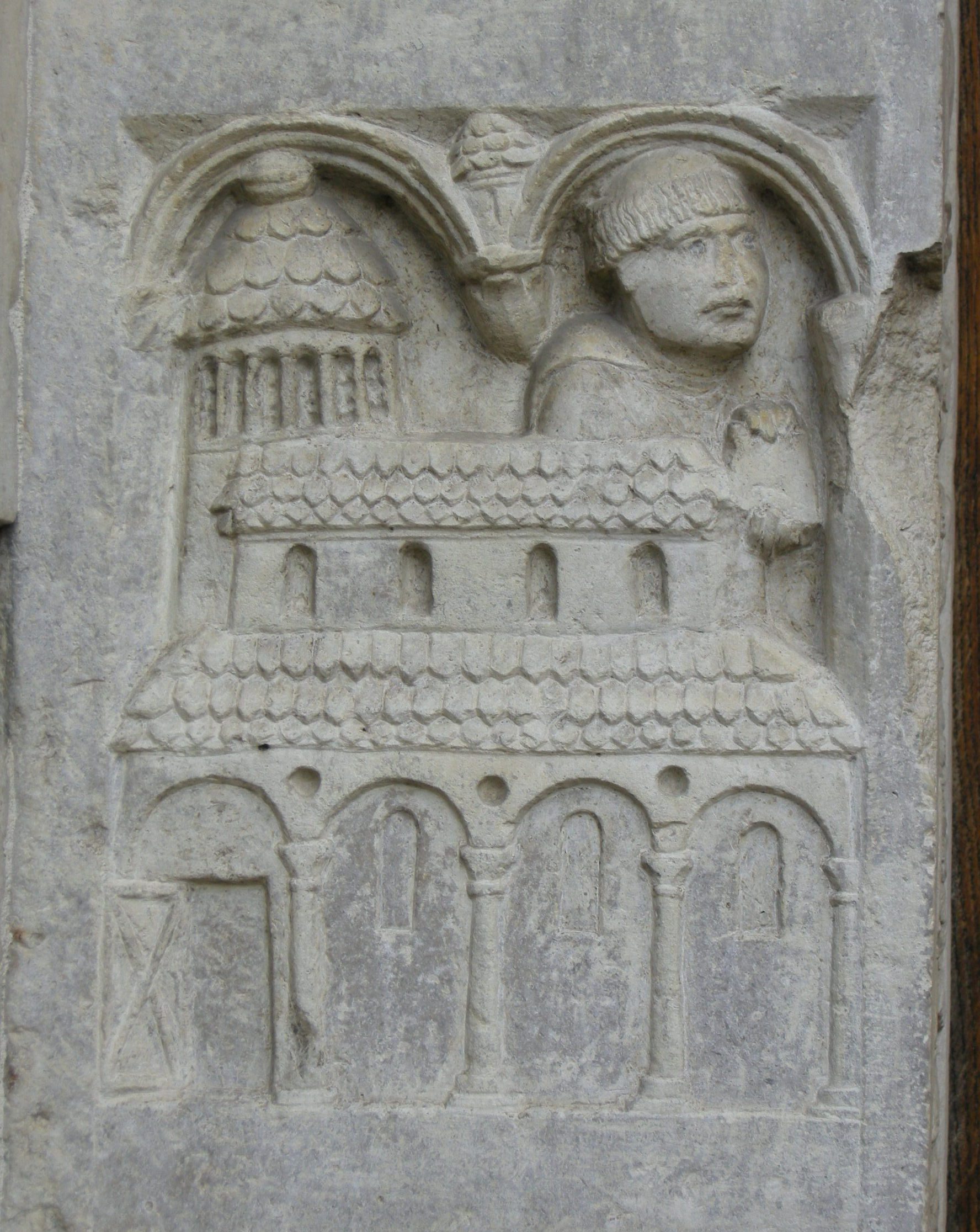
Darstellung Anselms als Klosterstifter am Portal der Abbazia di Nonantola

Anselm von Nonantola (auch St. Anselm; † 3. März 803) war von 749 bis 751 dux (Herzog) von Friaul und von 752 bis 803 Abt der Abtei Nonantola.

## Leben
Anselm stammte aus der langobardischen Oberschicht. Als Aistulf im Jahr 749 König der Langobarden wurde, ernannte er Anselm zu seinem Nachfolger als dux. Anselms Schwester Gisaltruda war mit dem Langobardenkönig Aistulf verheiratet, von dem er Land zum Geschenk erhielt, auf dem er 750 das Kloster Fanano errichten ließ.
Im Jahr 751 legte er seine weltlichen Würden ab und trat in Rom dem Benediktinerorden bei. Darauf wurde er von Papst Stephan II. 752 zum ersten Abt der von ihm und Aistulf gegründeten Abtei Nonantola ernannt. Die Reliquien des hl. Papstes Silvester I. ließ Anselm im Jahre 756 von Rom nach Nonantola übertragen. Anselm gründete mehrere Hospize. König Desiderius enthob ihn seines Amtes und verbannte ihn im Jahr 758 nach Montecassino. Nach der Eroberung des Langobardenreiches durch Karl den Großen konnte er 774 sein Amt als Abt von Nonantola wieder aufnehmen. Das Kloster von Nonantola entwickelte sich gut und beherbergte schließlich 1140 Mönche. Am 3. März 803 starb Anselm in seinem Kloster.
Anselm wird in der katholischen Kirche als Heiliger und Schutzpatron der Stadt Nonantola  verehrt. Sein Gedenktag ist der 3. März.